# Coexist (álbum)
Coexist es el segundo álbum de estudio de la banda británica de indie pop The xx, que lanzaron el 5 de septiembre de 2012 bajo el sello Young Turks. 
Tras una pausa en las giras de su primer álbum homónimo (2009), los miembros compusieron canciones por separado antes de grabar este álbum entre noviembre de 2011 y mayo de 2012. Para este trabajo, el grupo tomó experiencias personales como inspiración para las letras, mientras incorporaba sonidos de la escena electrónica que aparecieron durante su tiempo fuera de los escenarios. Jamie Smith, miembro de la banda y quien ya había explorado la música electrónica como DJ en otros proyectos, produjo el álbum.
Destaca por un estilo musical minimalista con arreglos espaciales, estructuras de canciones flexibles, variaciones dinámicas sutiles y experimentación con tensión sonora. Sus temas se caracterizan por elementos sobrios: progresiones de acordes simples, ostinatos de teclado y motivos musicales que se desvanecen, mientras la producción de Smith combina ritmos programados con percusión en vivo. En las letras, escritas por la guitarrista Romy Madley Croft y el bajista Oliver Sim, plasmaron monólogos interiores y metáforas sencillas para explorar una relación en crisis y las dinámicas emocionales del romance.
El álbum debutó en el primer puesto de la UK Official Albums Chart con 58 266 copias vendidas. Alcanzó el top 10 en múltiples países y recibió certificación platino de la Independent Music Companies Association por superar las 400 000 copias en Europa. Para su promoción, lanzaron cuatro sencillos, incluidos «Angels» y «Chained», y realizaron una gira por Europa y Norteamérica entre junio y diciembre de 2012. La crítica lo aclamó como uno de los mejores álbumes del año, por lo que apareció en listas anuales de varias publicaciones especializadas.

## Antecedentes
En 2009, The xx lanzó su aclamado álbum debut homónimo, que obtuvo certificación de disco de platino en Reino Unido y vendió 350 000 copias en Estados Unidos. El disco plasmó su distintivo estilo indie pop, con influencias de R&B y post-dubstep, y letras que exploraban la soledad, el deseo y el amor. Tras la salida de la integrante Baria Qureshi, la banda se dedicó exclusivamente a conciertos durante 2010, incluidos festivales de verano destacados, y consolidó una creciente base de fans. Su popularidad aumentó cuando sus canciones aparecieron en series, comerciales, y cuando otros artistas versionaron o samplearon su trabajo. Ese mismo año, ganaron el Premio Mercury, galardón anual dado al mejor álbum de Reino Unido e Irlanda.
Agotados por las giras, la banda se tomó un descanso. Jamie Smith, productor y percusionista, exploró el dance electrónico en otros proyectos: creó remixes para Radiohead, Adele y Florence and the Machine, colaboró en We're New Here (2011) de Gil Scott-Heron, y produjo Take Care (2012) de Drake, tema que popularizó aún más el sonido característico de la banda. Aunque comenzó como DJ novato en The xx, Smith luego dominó aspectos técnicos como el uso de silencios inesperados y drops para controlar al público en sus presentaciones.

## Composición y grabación

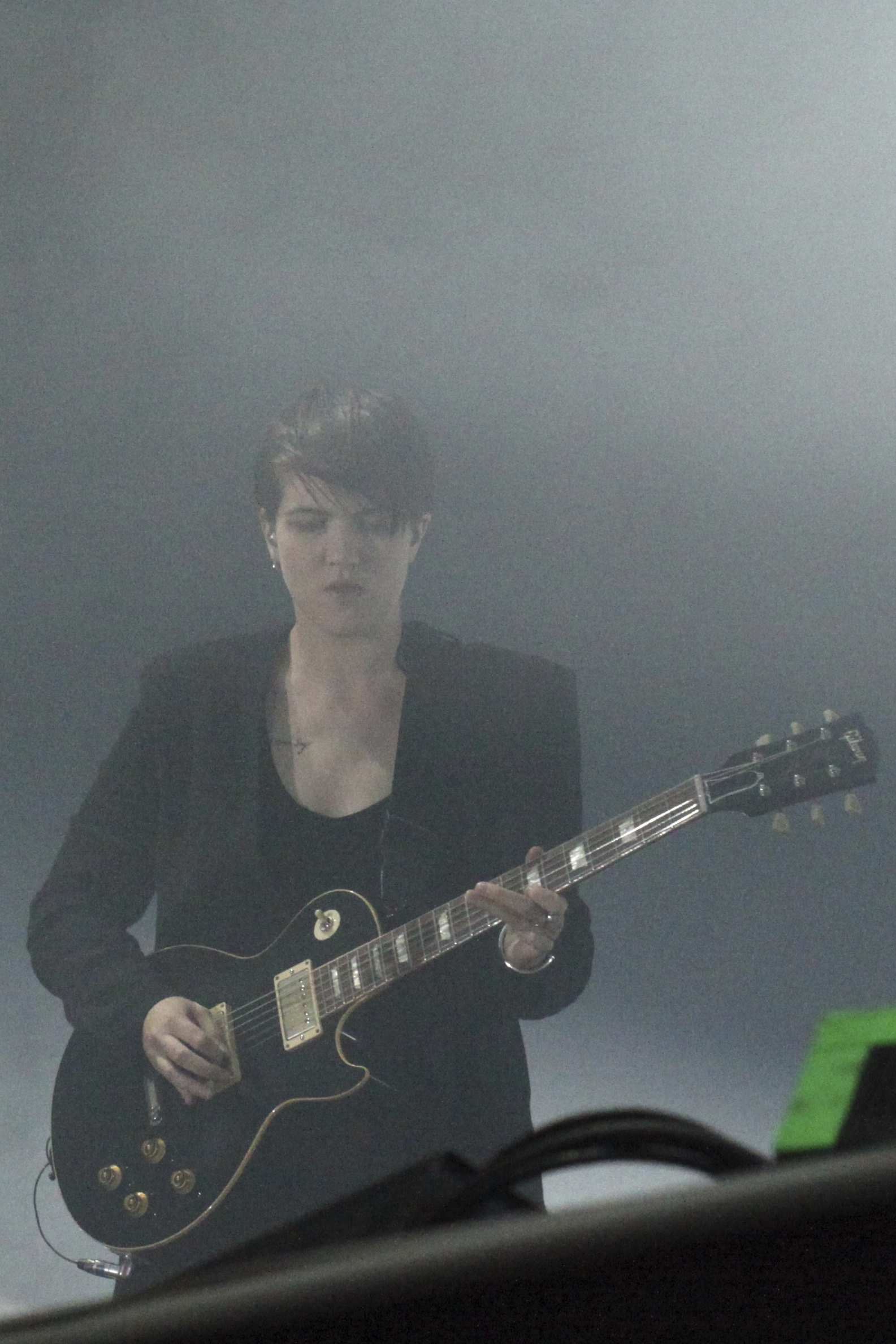
Romy Madley Croft (fotografiada en 2013) quiso escribir letras más personales para Coexist.

En 2011, The xx abrió su propio estudio de grabación en Londres y comenzó a escribir canciones para Coexist durante el verano. Cada miembro —la guitarrista Romy Madley Croft, el bajista Oliver Sim y Smith— compuso música de forma individual y grabó fragmentos usando GarageBand o sus teléfonos. Tanto Croft como Sim se basaron en experiencias personales y escribieron letras más directas que en el álbum debut de la banda para expresar emociones complejas. Sim dijo sobre su proceso de composición para Coexist: «Me di cuenta de que era mucho menos de 'lunas y estrellas' y mucho más literal». Croft sintió más expectativas por parte de los oyentes que cuando la banda debutó y, en consecuencia, recurrió a una composición más personal para el álbum. Según explicó:
«Estaba sentada en casa sabiendo que la gente iba a escucharnos y lo que iban a decir. Pero tarde en la noche, cuando escribía cosas, finalmente volví a escribir sobre mí misma. Y eso es bueno. Porque tenemos que cantar estas canciones durante un tiempo, así que es muy importante sentirlas cercanas, sentir que son reales».
Ellos escribieron, grabaron y se enviaron música por correo electrónico antes de trabajar juntos en una sala de ensayo en el este de Londres. Cuando las leyó por primera vez, Smith consideró que las letras de Croft y Sim eran «deliberadamente ambiguas para que la gente pueda identificarse con ellas», y en una entrevista para Uncut añadió: «Quiero decir... si escucho con atención, conozco sus vidas íntimamente, así que puedo adivinar de qué tratan. Pero ni siquiera se dicen el uno al otro sobre qué están cantando».
The xx comenzó a grabar el disco en noviembre de 2011 y utilizó un estudio de fotografía en el norte de Londres para grabar las canciones que habían compuesto. Más tarde, usaron la sala de ensayo del este de Londres para practicar cómo tocar las canciones en directo. Grabaron durante seis meses en Londres con la intención de terminar antes de sus apariciones programadas en festivales de música para 2012. La dirección de The xx para el álbum se inspiró en parte en la escena de la música electrónica de baile que surgió mientras estaban de gira con su primer disco, así como en los sets de DJ en directo de Smith, quien en ese momento escuchaba principalmente música house oscura de Chicago. Según él: «Nos fuimos de gira cuando teníamos 17 años y nos perdimos esa parte de nuestras vidas en la que todo el mundo estaba de fiesta». Sin embargo, insistió en que «no buscamos hacer bailar a la gente». También recibieron la influencia de la banda de pop-reggae UB40, el grupo de folk White Hinterland y el artista de neo soul Van Hunt, a quienes escuchaban mientras grababan el álbum. Croft veía esta música como una continuación de su debut, «desarrollada, pero no como si fuera un mundo completamente aparte».
En lugar de expandir el sonido de su debut, The xx quiso minimizar las canciones que grabaron para éste trabajo y silenciar ciertos elementos durante su producción. Croft consideró que esto ayudaría a que la música fuera más fácil de tocar en directo, en lugar de tener que reproducir múltiples elementos vocales o de guitarra que se habían añadido a una canción. Smith, quien lo produjo y mezcló, quiso mantener su producción simple y crear un sonido emotivo y electrónico. Usó el software de grabación Logic Pro, una unidad de efectos Space Echo, preamplificadores y, en ocasiones, teclados Casio, así como sonidos de steelpan sintetizados e instrumentos de percusión en directo. Para la ingeniería del álbum, montó una mesa de mezclas con piezas de otras mesas y dejó las puertas abiertas durante la grabación para permitir que los sonidos del exterior del estudio se filtraran en la mezcla. The xx terminó de grabar en mayo de 2012.

## Estilo musical

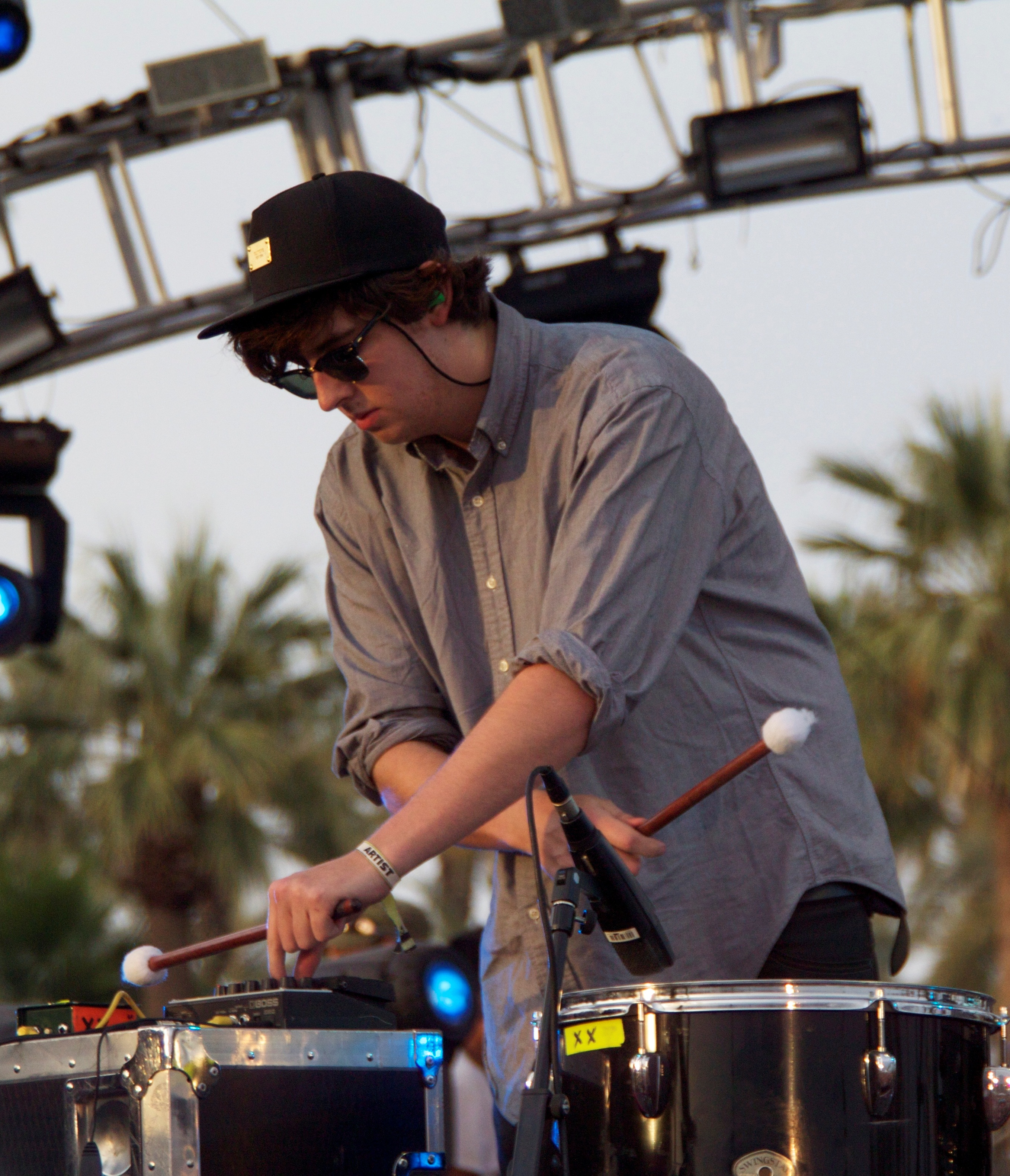
Jamie Smith (en la fotografía) se inspiró en sus sesiones de DJ en vivo mientas producía Coexist.

Las canciones de Coexist, que Edna Gundersen de USA Today catalogó como indie pop, evitan la estructura melódica en favor de dinámicas minimalistas y sonidos dispersos. John Calvert de la revista Fact afirma que es «un álbum mucho más meditativo», ya que se desvía de las «canciones pop concisas y enérgicas», la «interacción matizada de guitarras» y las «dinámicas ligeras» de su predecesor. Jon Caramanica de The New York Times comenta que las canciones «se despliegan... comenzando como bocetos puntillistas y terminando como enormes y borrosos bloques de color». Como reflejo de las influencias de la música electrónica de baile de la banda, Coexist presenta estructuras de canciones atmosféricas y orientadas al dance, resta importancia a la forma tradicional de verso-estribillo e incorpora influencias del dubstep y la música rave. Hayden Woolley de Drowned in Sound escribe que la música presenta «texturas de acuarela y ritmos que parecen sincronizarse con el pulso menguante y las cadencias del cuerpo». Rory Gibb de The Quietus cree que Coexist no es ni un «disco pop» ni un «disco de dance downtempo», sino que ocupa «un espacio difuso entre ambos» y es un intento de «pop post-Burial». Simon Price de The Independent afirma que «en lugar de al mundo de los clubes, Coexist tiene una deuda con la cultura del comedown o chillout».
Las canciones se caracterizan por armonías monótonas, progresiones de acordes simples, ostinatos de teclado, guitarras resonantes, una reverberación profunda, sutiles líneas de bajo y ritmos programados. Sim toca melodías en contrapunto con su bajo, mientras que Croft crea figuras angulares, patrones musicales esquemáticos y melodías desarrolladas a partir de intervalos de dos notas; Price compara el uso que hace Croft de la guitarra con tocar un arpa. La producción de Smith es en gran parte responsable de los sonidos de frecuencia más baja de la música e incorpora ritmos tanto four-on-the-floor como 2-step, sutiles cambios de BPM, ritmos de caja de ritmos que semejan latidos, cuerdas y percusión en directo como timbales, cajas y steelpans. Este último instrumento se toca en arpegio y muestra influencias de la música jamaicana. El crítico Will Hermes ve a Smith como un contribuyente más prominente en Coexist que en el álbum debut y comenta que «los ritmos y los fondos musicales son más variados y exigen más atención».
Las canciones también tienen un arreglo espacial y experimentan con la tensión, lo que incluye las expectativas del oyente de que un gancho musical se desarrolle, que un ritmo de baile evolucione o que el compás cambie. Elementos como los ritmos de batería, las voces y los motivos de guitarra se desvanecen hasta el silencio a lo largo de las canciones. Kitty Empire de The Observer comenta que «ningún patrón aquí se mantiene por más de un par de compases, y rara vez en múltiplos de cuatro». Stephen Thompson de NPR comenta la falta de dinamismo de la música y escribe que la banda «deja que sus canciones se expandan suave y silenciosamente, con solo líneas de guitarra dolorosamente bellas para disminuir la tensión». Michael Hann de The Guardian escribe que el álbum refina la «ya esquelética estructura» de la banda y que la mayoría de sus canciones «se definen tanto por el espacio como por el sonido», y añade que los «vacíos» de la música «aportan un mayor énfasis» a los elementos de guitarra, piano y voz. Melissa Locker de la revista Time comenta que «cada sonido, ya sea un instrumento o una voz, tiene un amplio espacio para existir y elevarse».

## Letras y temáticas
Coexist aborda temas como el desamor, la soledad y la intimidad. Croft y Sim comparten la voz principal, que en ocasiones se superpone en un juego de llamada y respuesta y en lentos crescendos. Sim, quien cita a Sade como una influencia, tiene una voz más segura, mientras que Croft canta con un estilo más tímido y muestra quiebres en su voz. Las letras se centran en una relación fallida y en los cambios de un romance. Will Ryan de Beats Per Minute escribe que siguen «las complejidades de ida y vuelta de una relación fracturada que... explora un páramo de sentimientos residuales que quedan después de que dicha relación se ha derrumbado». Garry Mulholland de Uncut interpreta que el álbum es «la historia de una relación rota por la tendencia de los protagonistas a amar demasiado sin ser capaces de expresarse mutuamente su necesidad». Eric Sundermann de The A.V. Club considera que las canciones del álbum «todas se centran en diferentes etapas del amor romántico, desde el enamoramiento hasta la frustración y todo lo demás que queda en medio». Kevin Liedel de Slant Magazine sintió que las canciones dan continuidad a los «tortolitos» del álbum debut de The xx, «ahora separados y devastados... reflexionando sobre qué salió mal». Puja Patel de Spin comenta que «la charla fantástica y elemental de amantes desdichados ha sido reemplazada por evocaciones de un amor más duro y trabajado de forma más agresiva». La mayoría de las canciones tienen títulos de una sola palabra que evocan sentimientos profundos.
Las letras de The xx en Coexist presentan un léxico más amplio que en su primer disco y emplean metáforas sencillas de luz y oscuridad, y de distancia y tiempo. A menudo expresan estrés emocional, anhelo y actitudes pasivo-agresivas. Algunas canciones presentan el recurso lírico de un amante emocionalmente esquivo como una aparición o una ilusión. Croft y Sim evitan las letras de dueto tradicionales sobre declaraciones de amor y, en su lugar, emplean monólogos internos para describir la misma situación desde dos perspectivas diferentes. Eric Sundermann afirma que, en lugar de ser «simplemente» «declaraciones», las canciones funcionan como «el proceso de pensamiento sobre cómo lidiar con las luchas interpersonales». Neil McCormick de The Daily Telegraph percibe «conversaciones íntimas entre amantes desamparados» y un «erotismo casi sagrado en las susurrantes voces de Croft y Sim». Hayden Woolley de Drowned in Sound considera que el álbum comparte la «fragilidad», la «seriedad silenciosa» y las «palabras pesadas» de su predecesor, pero es «un álbum intensamente desgarrado y herido que cala aún más hondo que su predecesor». El periodista musical Luke Turner califica su temática como más «turbulenta, sensual y divertida» que la del primer álbum del grupo y afirma: «Aunque no es necesariamente sexual o romántica, la sensación de este segundo disco es mucho más terrenal, pegajosa, complicada, como la tensión del segundo o tercer encuentro después de una aventura de una noche».

## Canciones
«Angels» abre Coexist con un estilo comedido y versos susurrados sobre la idea de estar enamorado. Las letras de Croft comparan el final prematuro de una relación con «soñar con ángeles y marcharse sin ellos», y abordan el conocimiento privado que se adquiere a través de la intimidad. «Chained» experimenta con la construcción musical y adornos sutiles, y con ritmos 2-step apagados. Su letra lamenta la distancia de una pareja. En «Fiction», la emotiva letra de Sim relata ilusiones románticas como «anoche el mundo estaba bajo nuestros pies», pero finalmente conduce a una catarsis. «Try» tiene líneas de guitarra oscilantes, cajas lentas y sintetizadores en bucle. Smith experimentó con elementos electrónicos poco convencionales al producir la canción. John Calvert de la revista Fact afirma que es una cruda «fusión de música urban e indie» y señala sus «sintetizadores con portamento y un bajo retumbante (piensa en «Drop It Like It's Hot») que pasa por debajo de una guitarra con trémolo». En «Try», los narradores intentan evocarse mutuamente sentimientos de esperanza y funcionalidad.
«Reunion» es una balada con tintes noir que presenta emociones reactivas por parte de los narradores. Smith abordó su grabación como si remezclara una canción: trabajó con una maqueta de bajo, guitarra y partes vocales en su propio estudio e incorporó elementos de house y techno. A mitad de camino, «Reunion» desarrolla un estribillo que dice «¿acaso... te vi... me viste... bajo una nueva luz?», y unos steel drums pulsantes conducen a una sección de dance sombría y rítmica. Su ritmo pulsante hace la transición hacia «Sunset», una canción sobre el dolor que comparten dos ex-amantes distanciados. El ritmo apagado de la canción añade tensión a la narrativa, que Calvert interpreta como «la despedida final de la pareja; el ritmo sirve para denotar el paso del tiempo». «Sunset» también tiene un sutil ritmo de UK garage, elementos de funky house y se inspiró en la música de las sesiones de Smith como DJ; Croft la citó como «un ejemplo del tipo de canción que a todos nos gusta mucho, que es la música dance desgarradora». Harley Brown de Consequence of Sound considera que «Reunion» y «Sunset» conforman una mezcla congruente en «el corazón del álbum», ya que Smith «transmite estas variedades de house en clave indie... ralentizando y aislando los ritmos de su contexto para que sean aún más universales, sin la ofuscación de sus orígenes en la pista de baile».
«Missing» presenta un ambiente melancólico y experimenta con efectos de eco en las voces. La letra de la canción expresa una agitación interna y trata temas de separación y aislamiento. Sim canta la voz principal sobre los lamentos de fondo de Croft con eco, y viceversa, entre solemnes adornos de teclado Sim escribió originalmente la canción en el autobús de la gira cerca del final de su tour, pero sufrió varios cambios antes de ser una de las últimas canciones grabadas para el álbum. «Tides» comienza únicamente con las voces de Croft y Sim, y presenta elementos musicales que se desvanecen, incluyendo una percusión acompasada, cuerdas menores, una línea de guitarra aislada y una línea de bajo ondulante. Croft y Sim intercambian frases que expresan resignación mientras su respectiva pareja «se va con la marea», y comparan el flujo y reflujo de una relación con el de las mareas.
Las siguientes canciones del álbum se centran en la separación, con letras escritas en tiempo pasado. «Unfold» se compone de notas individuales y pausas, e incorpora tensión en su composición a destiempo, mientras que su percusión aumenta de tempo antes de que la instrumentación acompañante haga lo mismo. Presenta ritmos de deep house, armónicas de cuerda resonantes, un hi-hat rítmico y un breakbeat dominante. Croft describe «Unfold» como un «ensueño apacible» y «uno bastante emotivo». En «Swept Away», ella y Sim expresan frágiles declaraciones de amor. Originalmente escribieron la canción como una balada antes de que Smith la reelaborara con una caja de ritmos Roland TR-909. «Our Song» presenta una muestra de guitarra rebobinada, retroalimentación en bucle y una construcción de percusión pulsante. Trata sobre el amor compartido en una amistad; Croft y Sim la escribieron para dirigirse el uno al otro y a la propia banda: «Nunca habíamos hecho eso antes; siempre dirigimos las canciones hacia afuera. Trata sobre la función del amor y el amor de los amigos. Es importante».

## Título y portada

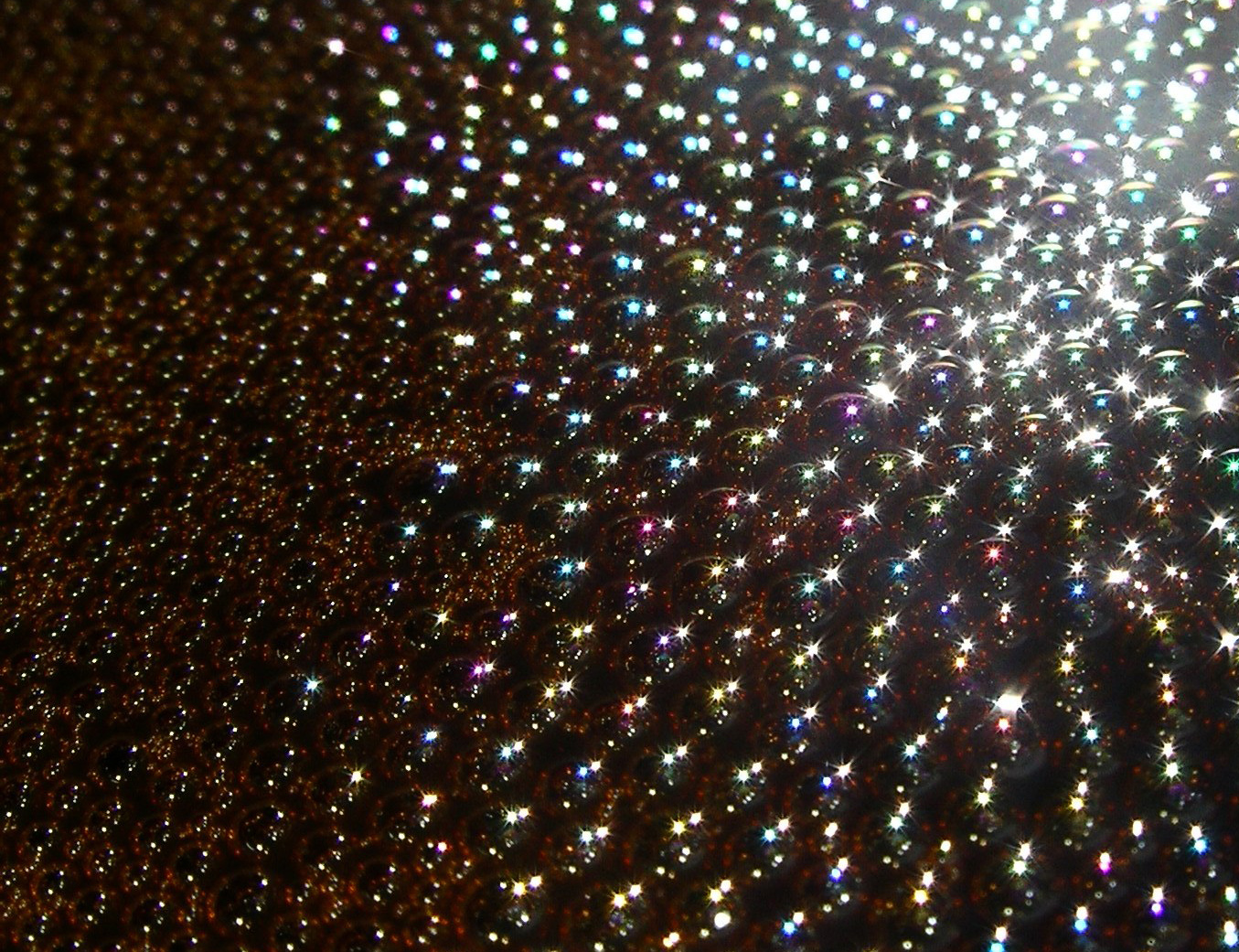
El título del álbum se inspiró en los colores visibles en el óleo iridiscente. (en la fotografía).

El título del álbum se inspiró en su idea para el diseño de la portada, que muestra un derrame de petróleo iridiscente en forma de una «X», una variación del logo de la «X» blanca sobre fondo negro de la banda. Croft comparó la mezcla de aceite y agua con su visión holística del grupo y dijo en una entrevista para Grantland:
«Ves un charco de gasolina en el suelo; puede parecer bastante hermoso con los colores que lo atraviesan. Lo busqué en Google o donde fuera, y decía que el aceite y el agua no se mezclan, ¿coexisten pacíficamente? Y eso es lo que ocurre cuando ves esos colores. Me gustó esa idea: esas dos cosas que se unen para crear algo más hermoso de lo que son por separado. Y me gustó la idea de nosotros tres uniéndonos; solo cuando los tres estamos juntos es cuando existe».
Cuando les informaron del título, la oficina estadounidense de su sello discográfico les envió un correo electrónico para avisarles de que existía una pegatina para coche con la palabra «Coexist». Croft dijo: «Sé que tiene esa connotación, pero sentí que era la palabra correcta. ¿Es genial, supongo? ¿Es un buen mensaje? ¿Que todo el mundo se lleve bien?».

## Marketing

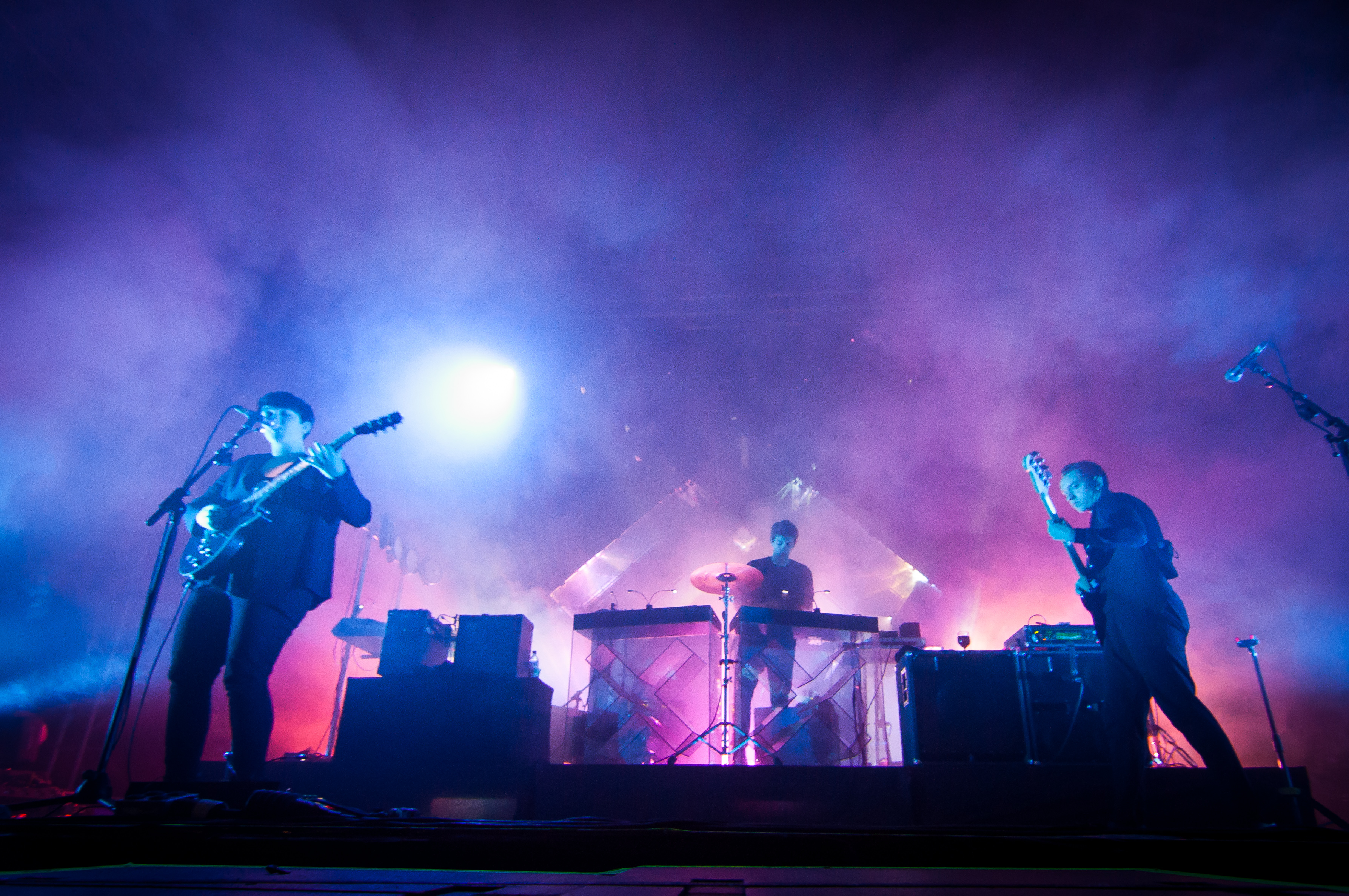
The xx presentándose en el Ilosaarirock Festival en Finlandia en julio de 2012

Young Turks lanzó Coexist a nivel mundial. En mayo de 2012, The xx ofreció tres conciertos privados en Londres, donde adelantaron material del álbum. También actuaron en el Mini Stage del festival San Miguel Primavera Sound en Barcelona, España, el 31 de mayo. El 17 de julio, «Angels» se lanzó como el sencillo principal del álbum. Alcanzó el puesto 46 en las listas de Australia y el 38 en Bélgica. El segundo sencillo, «Chained», se lanzó el 7 de agosto. El 28 de septiembre, The xx interpretó la canción, junto con «Sunset», en el programa Later... with Jools Holland. Un remix de la canción se lanzó como sencillo en iTunes el 11 de marzo de 2013. Posteriormente, «Sunset» se envió a las radios de rock moderno estadounidenses el 28 de enero de 2013.
Para probar si The xx podía replicar el éxito viral de su álbum debut, el sello matriz de Young Turks, XL Recordings, contactó a empresas de tecnología y acordó un trato con Microsoft para crear una visualización que pudiera rastrear cómo se compartía la transmisión del álbum. The xx colaboró en el proyecto con diseñadores de Internet Explorer y 9elements. El proyecto se diseñó para mostrar líneas en un mapa global a medida que Coexist se compartía y se inspiró en la visualización de los patrones de vuelo en Estados Unidos del artista multimedia Aaron Koblin. La transmisión del álbum se publicó en un sitio anfitrión en su lanzamiento y se compartió con un fan en Londres a través de Facebook. El sitio anfitrión colapsó en 24 horas, después de que millones de usuarios compartieran la transmisión. Posteriormente, llegó al sitio de noticias sociales Reddit, donde los fans hicieron campaña para compartir el álbum en todos los países posibles. El ejecutivo del sello Adam Farrell de Beggars Group, distribuidor de Young Turks, lo citó como «uno de los estrenos de álbumes más significativos que hemos hecho».

## Recepción

### Comercial
Coexist debutó en el número uno de la lista oficial de álbumes del Reino Unido con ventas de 58 266 copias en la primera semana, y se convirtió en el primer álbum número uno de la banda en esa lista. El álbum cayó al número cuatro en su segunda semana, con ventas de 22 005 copias. El 14 de septiembre de 2012, la Industria Fonográfica Británica certificó el álbum como oro, lo que denota ventas superiores a 100 000 copias en el Reino Unido, y más tarde, en 2022, obtuvo la certificación de platino. También debutó en el número uno de las listas de éxitos en Bélgica, Nueva Zelanda, Portugal y Suiza. En Estados Unidos, debutó en el número cinco del Billboard 200 con 73 000 copias vendidas en su primera semana. El álbum debutó en el número dos de la lista de álbumes de Canadá, con ventas de 10 000 copias en su primera semana.
En junio de 2012, The xx se embarcó en una gira internacional de verano de 25 fechas. La gira se prolongó hasta septiembre e incluyó actuaciones en varios festivales de música, como el Primavera Sound, Rock Werchter, Sziget Festival, Lowlands, Bestival y Electric Picnic. El 23 de julio, estrenaron «Swept Away», «Sunset» y «Reunion» en el Music Box de Los Ángeles. A diferencia de la gira anterior de la banda, Smith añadió instrumentos de percusión en directo a su repertorio. En diciembre, The xx realizó una gira de cinco fechas por el Reino Unido: en el Brighton Dome el 6 de diciembre, en el O2 Academy Newcastle el 11 de diciembre, en el Wolverhampton Civic Hall el 12 de diciembre, en el Colston Hall el 14 de diciembre y en la Brixton Academy el 16 de diciembre.
En 2014, Coexist recibió la certificación de platino de la Asociación de Compañías Musicales Independientes (IMPALA), lo que indica ventas de al menos 400 000 copias en toda Europa.

### Crítica
Coexist recibió críticas generalmente positivas. En Metacritic, que asigna una calificación normalizada sobre 100 a las reseñas de publicaciones convencionales, el álbum obtuvo una puntuación promedio de 79, basada en 46 críticas. El agregador AnyDecentMusic? le dio un 7.8 sobre 10, basándose en su evaluación del consenso crítico.
En su reseña de octubre de 2012 para Uncut, Garry Mulholland calificó el álbum como una «obra maestra» de música conceptualmente idéntica pero «más fuerte, más profunda y mejor» en comparación con el debut de The xx. En Rolling Stone, Jody Rosen aclamó a la banda como «maestros de la contención», mientras que el crítico del Chicago Tribune, Greg Kot, sintió que el álbum «funciona como una pieza de ambiente casi perfecta» y que, «debido a que hay tan pocos elementos en cada canción», cada sonido «logra un impacto mayor». En su artículo para The Daily Telegraph, Neil McCormick elogió a Smith por «ampliar y profundizar el sonido de alguna manera sin ser intrusivo», y Puja Patel de Spin le atribuyó el mérito de «extender y magnificar la belleza cruda de sus vocalistas». En MSN Music, Robert Christgau aplaudió la preocupación del grupo por el «amor juvenil» y afirmó: «estos versos escrupulosamente abstractos capturan sus dudas obsesivas y exaltaciones frágiles con delicadeza y ternura». Michael Alan Goldberg de The Village Voice calificó el álbum de «magnífico» y dijo que la música es como un «haiku en lugar de un soneto; Hemingway en lugar de Fitzgerald, con significado y emoción acechando bajo la superficie». Simon Price consideró que la versión del concepto de dueto del grupo era muy atractiva y emocional, al tiempo que lo calificó como una obra superior a su álbum debut.
Algunos críticos se mostraron menos entusiastas. Andy Gill de The Independent creía que las canciones de la banda habían adoptado «emociones intensas» de las que carecía su debut, lo que lo convertía en una obra valiosa pero ocasionalmente de «escucha incómoda». El crítico de The New York Times, Jon Caramanica, dijo que el disco sufre de una segunda mitad difícil en lo que, por lo demás, es «tan insular y micro como puede serlo la música pop ambiciosa... un maravilloso experimento sobre el poder de la ausencia». Arnold Pan de PopMatters fue más crítico, y lo calificó de monótono y de «un ejercicio de gratificación aplazada», mientras que Randall Roberts de Los Angeles Times criticó duramente las letras, describiéndolas como «planos unidimensionales que flotan a través de los a menudo gloriosos espacios 3D del grupo».
Varios críticos y publicaciones clasificaron Coexist como uno de los mejores álbumes de 2012 en sus listas de los diez mejores de fin de año, incluyendo a Kitty Empire de The Observer, The Austin Chronicle, Les Inrockuptibles, la revista State y The Guardian, cuyo personal lo eligió como el octavo mejor. La revista NME y Christgau, en su lista para The Barnes & Noble Review, lo nombraron el 14º mejor álbum del año. Sin embargo, la revista XLR8R clasificó el álbum en el número siete de su lista de los lanzamientos más sobrevalorados del año, ya que consideraron que el sonido oscuro y minimalista del trío en el disco no era tan emocionante como en su LP debut.
La prensa especializada en español coincidió en que la inevitable comparación con su predecesor definía la escucha de Coexist. El medio Indie Hoy, por ejemplo, lo describió como un disco que «puede funcionar tranquilamente como lado B para The Xx», ya que no presentaba un sonido nuevo, sino una «producción más pulida, con voces más arriba». Esta visión del continuismo encontró eco en otras publicaciones. Indie Rocks! lo interpretó como una «declaración de principios» y una decisión consciente de «redoblar la apuesta, refinar y pulir los sonidos ya de por sí limpios y sofisticados» del debut, en lugar de buscar una reinvención. Dentro de esta evolución sutil, la crítica identificó la producción de Jamie xx como un factor clave. Jenesaispop afirmó que el productor «no ha sido el problema sino la solución», y que su trabajo impidió que el álbum cayera en un «holgazán y confiado continuismo». Específicamente, este medio destacó la «sensualidad tropical de ‘Reunion’ o al despegue house de ‘Swept Away’». En la misma línea, Indie Rocks! apuntó que la producción eliminó los «ganchos electropop» del primer disco para dar mayor peso a las interpretaciones vocales de Romy Madley Croft y Oliver Sim. El contenido lírico también constituyó un pilar del análisis; las publicaciones señalaron que el álbum explora las distintas fases de una relación, donde, según Jenesaispop, «el amor y el desamor conviven como Romy y Oliver». Indie Hoy detalló esta narrativa, que transporta al oyente a «aquél amor que se terminó, o al frustrado». Aun así, los especialistas expusieron ciertas reservas. MondoSonoro reconoció que la evidente conexión con su debut «resiente casi cualquier valoración», aunque con el tiempo esa comparación «carezca de importancia». Por su parte, Jenesaispop mencionó que los vocalistas «pueden empezar a pecar de cierta afectación» y que temas como «Unfold» y «Our Song» funcionan más como «anécdotas que canciones históricas». Al final, la valoración general de estas fuentes presentó Coexist como una obra que, si bien generó debate por su familiaridad sonora, se reafirmó a través de su cohesión conceptual y su refinamiento productivo. 

## Lista de canciones
Todas las letras escritas por Oliver Sim y Romy Madley Croft, excepto las indicadas, toda la música compuesta por Jamie Smith, Sim y Croft. 
| N.º   | Título                                                                                  | Duración |  |
| 1.    | «Angels» (Letra por Croft)                                                              | 2:51     |  |
| 2.    | «Chained» (contiene una muestra de «Lilies of the Nile» interpretada por The Crusaders) | 2:47     |  |
| 3.    | «Fiction» (letra de Sim)                                                                | 2:56     |  |
| 4.    | «Try»                                                                                   | 3:15     |  |
| 5.    | «Reunion»                                                                               | 3:57     |  |
| 6.    | «Sunset»                                                                                | 3:38     |  |
| 7.    | «Missing»                                                                               | 3:33     |  |
| 8.    | «Tides»                                                                                 | 3:01     |  |
| 9.    | «Unfold»                                                                                | 3:02     |  |
| 10.   | «Swept Away»                                                                            | 4:59     |  |
| 11.   | «Our Song»                                                                              | 3:13     |  |
| 37:11 |                                                                                         |          |  |

| Canción adicional de la edición japonesa |              |          |  |
| N.º                                      | Título       | Duración |  |
| 12.                                      | «Reconsider» | 3:46     |  |

## Créditos
Créditos adaptados de las notas del álbum.
The xx
- Romy Madley Croft – dirección de arte, guitarra, teclados (en «Chained»), voz
- Oliver Sim – bajos, sintetizador (en «Fiction»), voz
- Jamie Smith – ritmos, ingeniería, mezcla, MPC, órgano (en «Try» y «Reunion»), piano (en «Fiction» y «Swept Away»), producción, steel pans (en «Reunion»)
- The xx – diseño

Personal adicional
- Sarah Chapman – instrumentos de cuerda (en «Tides»)
- Charlotte Eksteen – instrumentos de cuerda (en «Tides»)
- David Evans – fotografía
- Phil Lee – dirección de arte, diseño
- Rodaidh McDonald – mezcla
- Mandy Parnell – masterización
- Ivo Stankov – instrumentos de cuerda (en «Tides»)
- James Underwood – instrumentos de cuerda (en «Tides»)

## Posicionamiento en listas musicales
| América        |                                     |    |         |
| Canadá         | Canadian Albums Chart               | 2  | [ 84 ]  |
| Estados Unidos | Billboard 200                       | 5  | [ 85 ]  |
| Estados Unidos | Billboard Independent Albums        | 1  | [ 86 ]  |
| Estados Unidos | Billboard Top Alternative Albums    | 1  | [ 87 ]  |
| Estados Unidos | Billboard Top Rock Albums           | 1  | [ 88 ]  |
| México         | Top 100 Mexico                      | 52 | [ 89 ]  |
| Asia           |                                     |    |         |
| China          | Sino Chart                          | 13 | [ 90 ]  |
| Japón          | Oricon Japanese Albums              | 53 |         |
| Europa         |                                     |    |         |
| Alemania       | Offizielle Top 100                  | 3  | [ 91 ]  |
| Austria        | Ö3 Austria Top 40                   | 3  | [ 92 ]  |
| Bélgica        | Ultratop 200 Albums (Flandes)       | 1  | [ 59 ]  |
| Bélgica        | Ultratop (Valonia)                  | 3  | [ 93 ]  |
| Dinamarca      | Hitlisten Danish Albums             | 5  | [ 94 ]  |
| Escocia        | Scottish Albums Chart               | 3  | [ 95 ]  |
| España         | Top 100 Álbumes                     | 5  | [ 96 ]  |
| Finlandia      | Suomen virallinen lista             | 6  | [ 97 ]  |
| Francia        | French Albums Chart                 | 2  | [ 98 ]  |
| Irlanda        | Irish Albums Chart                  | 3  | [ 99 ]  |
| Irlanda        | Irish Independent Albums            | 1  | [ 100 ] |
| Italia         | FIMI Italian Albums                 | 6  | [ 101 ] |
| Noruega        | VG-lista                            | 6  | [ 102 ] |
| Países Bajos   | Album Top 100                       | 4  | [ 103 ] |
| Países Bajos   | MegaCharts Dutch Alternative Albums | 2  | [ 103 ] |
| Polonia        | ZPAV Polish Albums                  | 14 | [ 104 ] |
| Portugal       | AFP Portuguese Albums               | 1  | [ 61 ]  |
| Reino Unido    | UK Albums Chart                     | 1  | [ 105 ] |
| Reino Unido    | UK Independent Albums               | 1  | [ 105 ] |
| Reino Unido    | Albums Sales Chart                  | 37 | [ 105 ] |
| Reino Unido    | Album Downloads Chart               | 1  | [ 105 ] |
| Reino Unido    | Physical Albums Chart               | 3  | [ 105 ] |
| Reino Unido    | Vinyl Albums Chart                  | 15 | [ 105 ] |
| Reino Unido    | Record Store Chart                  | 1  | [ 105 ] |
| Suecia         | Sverigetopplistan                   | 4  | [ 106 ] |
| Suiza          | Schweizer Hitparade                 | 1  | [ 62 ]  |
| Oceanía        |                                     |    |         |
| Australia      | ARIA Charts                         | 2  | [ 107 ] |
| Nueva Zelanda  | Official New Zealand Music Chart    | 1  | [ 60 ]  |

| América        |                                  |     |         |
| Estados Unidos | Billboard 200                    | 187 | [ 108 ] |
| Estados Unidos | Billboard Independent Albums     | 19  | [ 109 ] |
| Estados Unidos | Billboard Top Alternative Albums | 31  | [ 110 ] |
| Estados Unidos | Billboard Top Rock Albums        | 51  | [ 111 ] |
| Europa         |                                  |     |         |
| Alemania       | Offizielle Top 100               | 80  | [ 112 ] |
| Bélgica        | Ultratop 200 Albums (Flandes)    | 11  | [ 113 ] |
| Bélgica        | Ultratop (Valonia)               | 75  | [ 114 ] |
| Dinamarca      | Hitlisten Danish Albums          | 82  | [ 115 ] |
| Francia        | French Albums Chart              | 92  | [ 116 ] |
| Países Bajos   | MegaCharts Dutch Albums          | 94  | [ 117 ] |
| Reino Unido    | OCC UK Albums                    | 59  | [ 118 ] |
| Suiza          | Schweizer Hitparade              | 59  | [ 119 ] |
| Oceanía        |                                  |     |         |
| Australia      | ARIA Australian Albums           | 84  | [ 120 ] |

| América        |                              |     |         |
| Estados Unidos | Billboard Independent Albums | 31  | [ 121 ] |
| Europa         |                              |     |         |
| Bélgica        | Ultratop 200 Album Flanders  | 82  | [ 122 ] |
| Reino Unido    | UK Albums Chart              | 133 | [ 123 ] |

## Certificaciones discográficas
| País          | Organismo certificador | Certificación | Ventas  | Ref.    |
| ------------- | ---------------------- | ------------- | ------- | ------- |
| Alemania      | BVMI                   | Oro           | 100 000 | [ 124 ] |
| Bélgica       | BRMA                   | Oro           | 15 000  | [ 125 ] |
| Canadá        | Music Canada           | Oro           | 40 000  | [ 126 ] |
| Dinamarca     | IFPI Dinamarca         | Oro           | 10 000  | [ 127 ] |
| Nueva Zelanda | Recorded Music NZ      | Oro           | 7 500   | [ 128 ] |
| Reino Unido   | BPI                    | Platino       | 266 239 | [ 58 ]  |

## Historial de lanzamientos
| País           | Fecha                    | Discográfica |
| -------------- | ------------------------ | ------------ |
| Japón          | 5 de septiembre de 2012  | Hostess      |
| Australia      | 7 de septiembre de 2012  | Young Turks  |
| Irlanda        | 7 de septiembre de 2012  | Young Turks  |
| Alemania       | 7 de septiembre de 2012  | Young Turks  |
| Francia        | 10 de septiembre de 2012 | XL           |
| Polonia        | 10 de septiembre de 2012 | XL           |
| Reino Unido    | 10 de septiembre de 2012 | Young Turks  |
| Estados Unidos | 11 de septiembre de 2012 | Young Turks  |
| Italia         | 11 de septiembre de 2012 | XL           |